# Hôpital de Chalon-sur-Saône
L'hôpital de Chalon-sur-Saône est un hôpital situé sur le territoire de la commune de Chalon-sur-Saône dans le département français de Saône-et-Loire et la région Bourgogne-Franche-Comté.

## Historique
Il fait l'objet d'inscriptions au titre des monuments historiques les 28 juin 1932 et 25 octobre 1994.